# 天津市胸科医院
天津市胸科医院，位于天津市津南区台儿庄南路261号，前身是1947年建立的天津市立结核病院，1950年，天津市人民政府接管，改名为天津市第一结核病防治院。1971年，改为天津市和平医院。1983年，改为市胸科医院，是一家三级甲等医院，隶属于天津市卫生健康委员会。

## 历史沿革
1947年11月17日，天津市公立结核病防治院在英国侨民医院原址宣告成立，郭德隆任首任院长。
1950年11月，天津市市人民政府卫生局正式接收了天津公立结核病防治院，改称为天津市第一结核病防治院，郭德隆继任院长。某年朱宗尧任第二任院长。第一结核病防治院的工作分为预防（包括团体检查、公共卫生、卡介苗接种）和治疗（分为内科、外科）两部分。针对疾病谱的变化，医院在学科建设上开始着手做向胸科专业过渡的准备。
1972年，天津市卫生局决定组建以防治胸部疾患为主的和平医院，原有结核病患者迁往地处柳林新建的市结核病院。和平医院成立后按照胸科专科医院的要求做了相应的机构调整。设立心内科、心外科、胸内科、胸外科以及检验科、药剂科、放射科等技术科室，实行科主任负责制。
1982年3月4日，和平医院正式更名为天津市胸科医院。
2014年1月15日，天津市津南区台儿庄南路261号新址启用，建筑面积12.1万平方米，设病床993张。
2018年2月份国家发改委和国家卫健委已将天津市胸科医院列入疑难病症诊治能力提升工程项目储备库，医院原址提升工程于2019年12月31日开工。目项目选址于和平区西安道70号医院原址，规划床位400张，新建医疗综合楼及附属用房，总建筑面积58000平方米，概算总投资5.7亿元。

## 临床科室设置
- 心内科
- 呼吸与危重症医学科
- 心外科
- 胸外科
- 内分泌科

## 院校合作
天津市胸科医院，同时与南开大学、天津大学和天津医科大学开展教学合作，挂牌南开大学附属胸科医院、天津大学附属胸科医院和天津医科大学临床学院的牌子。